# Кладка цегли

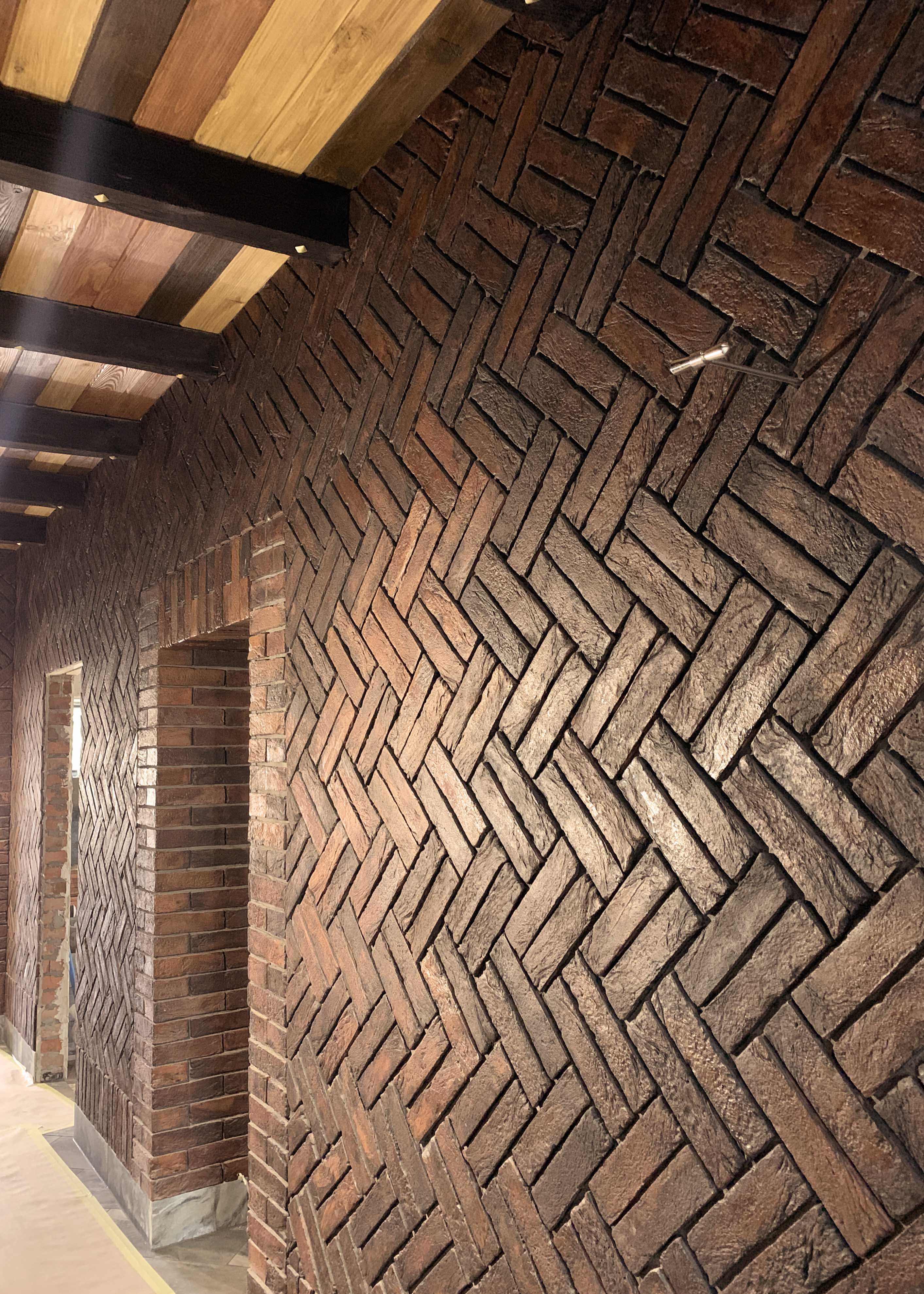
Декоративна кладка

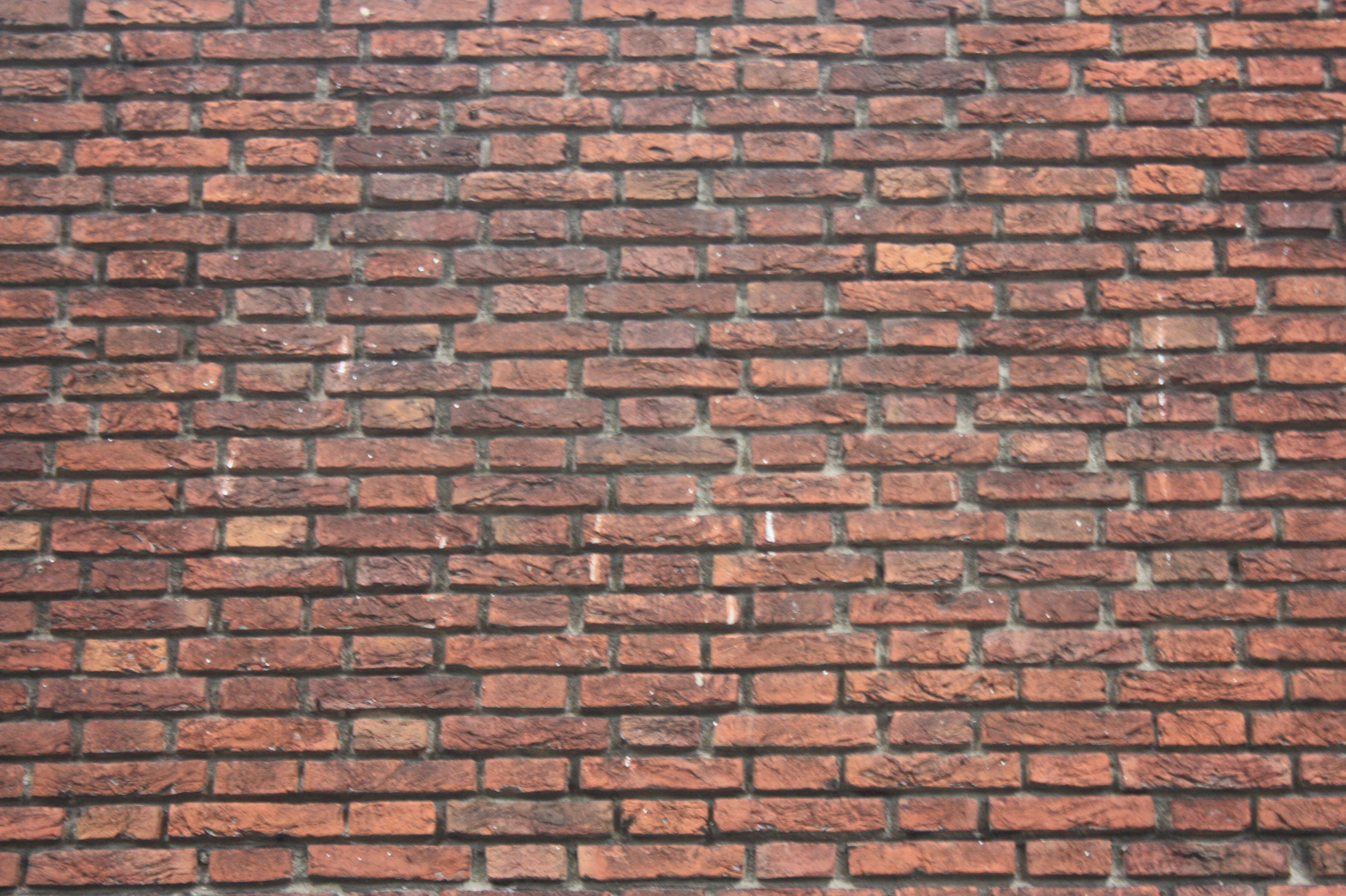
Цегляна кладка у фламандському Бонді

Кладка цегли — складання цегляних елементів відповідних розмірів у певному порядку, який забезпечує міцність та проектні розміри будівельної конструкції. З метою естетичної привабливості, втілення задуму архітектора, застосовуються різні види кладки.

## Цементний розчин
Цеглини зклеюється між собою посередництвом цементного розчину. Сила адгезії меж каменями залежить від складу та інших характеристик розчину. Суттєвий вплив на силу адгезії між каменями відіграє водоцементне відношення, активність цементу (марка), а також якість заповнювача.

При додаванні більшої кількості води продукт стає пористим, «повітряним», тобто зменшується його щільність.

Водночас кількість води, якою зачиняється суміш, визначає реологічні властивості суміші. При зниженні кількості води для забезпечення оптимальної рухомості суміші (водоредукуючий ефект) застосовуються поверхнево-активні речовини. Більшість сучасних методів управління змочуванням у різних технологічних процесах засноване на застосуванні розчинів поверхнево-активних речовин. Ці речовини можуть адсорбуватися на поверхні розділення фаз, значно знижуючи поверхневий натяг.
Влітку у спеку (на сонці) замішаний розчин швидко втрачає вологу, втрачаючи свої реологічні властивості. Застосування ПАР суттєво знижує швидкість випаровування вологи.

Залежність поверхневого натягу від концентрації ПАВ у розчинах

Залежність крайового кута змочування від концентрації ПАВ

Варто відзначити, що поверхневий натяг також залежить від температури. І у критичній точці поверхневий натяг стає рівним нулю (правило Етвеша).
Середня щільність, водопоглинання, вологість, пористість, водонепроникність визначаються за ДСТУ Б В.2.7-170:2008.

## Перев'язка швів
Поняття перев'язування швів позначає вкладання цегли по певній схемі для надання кладці привабливого вигляду одночасно із збереженням необхідної міцності зведеного об'єкту. Щоб спростити процес перев'язування, розміри цегли ретельно продумані.

Будівельна термінологія

Цегла у попередньому ряді повинна перекриватися цеглою наступного ряду як уздовж стіни, так і поперек, що дає можливість рівномірно розподілити усі навантаження, у тому числі і власну вагу стіни, по товщині й висоті стіни до фундаменту.

Навантаження на стіну із перев'язкою

Якщо цегла не буде перекривати одна одну, то утворяться прямі вертикальні шви, через які міцність стіни знижується, і рівномірного навантаження немає.

Навантаження без перев'язки

## Кладка стіни товщиною дві цегли
Розгляньмо кладку стіни товщиною дві цегли.
Найбільше розповсюдження отримала наступна схема кладки у дві цегли.
Розміри елементів (ціла та «дев'ятка»):

Перший ряд:
Другий ряд:
Зверніть увагу на те, що цеглини на кутах мають менші розміри (185 мм) — так звані «дев'ятки». Вони показані з іншою (відмінною від цілої цеглини) текстурою на наступних малюнках.
Інший кут (рухаючись праворуч до кінця стіни по осі X (червона лінія))

### Вентиляційні канали
Вентиляційні канали роблять за такою схемою.